# Croix de cimetière de Lanouée
La Croix de cimetière de Lanouée est située dans le cimetière de Lanouée, dans le Morbihan, en France .

## Historique
La croix de cimetière de Lanouée fait l’objet d’une inscription au titre des monuments historiques depuis le 27 février 1946.
Elle était érigée dans l'ancien cimetière, et a été déplacée dans le cimetière actuel.

## Architecture
Le fût de la croix est arrondi.